# Robert E. Withers

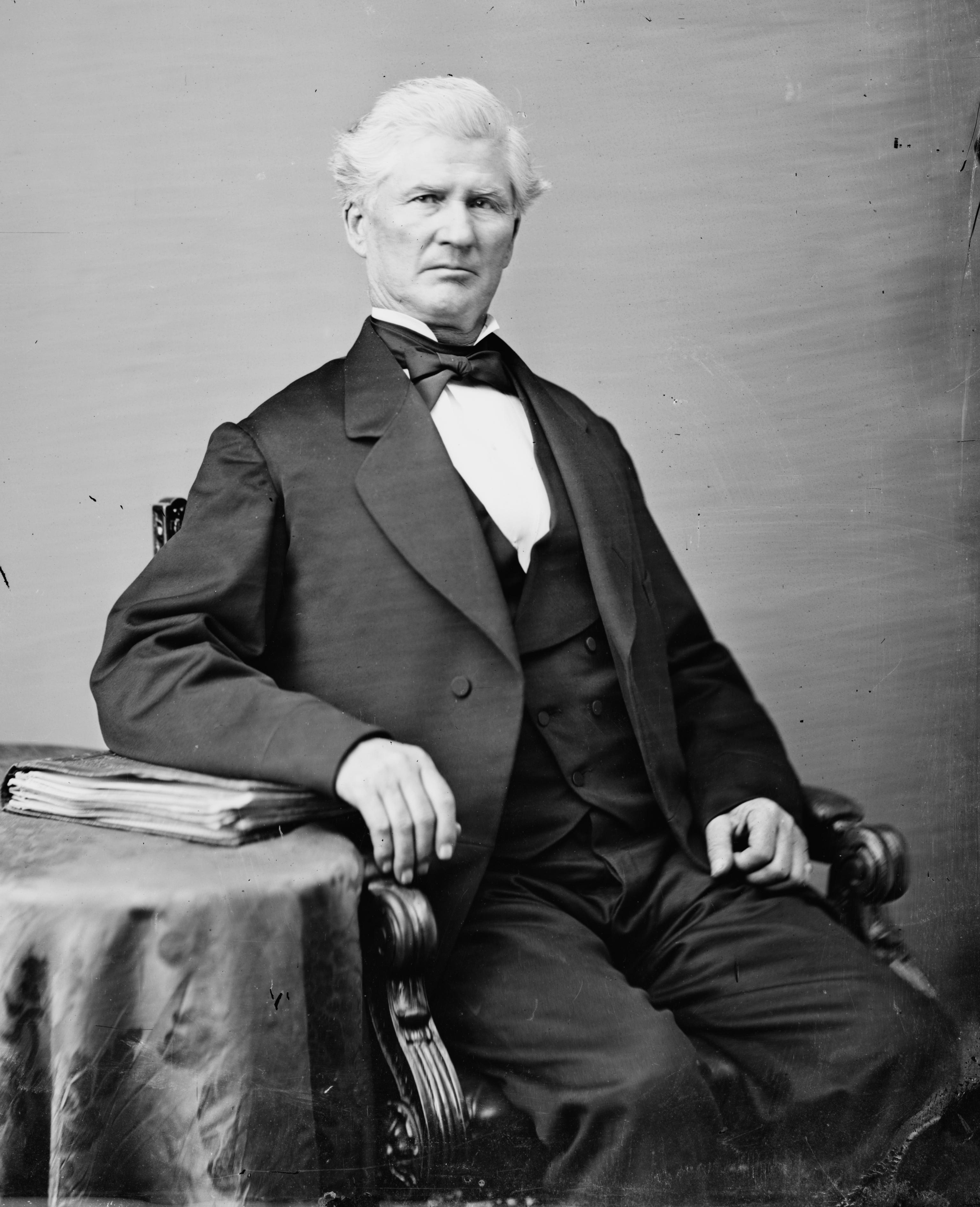
Robert E. Withers

Robert Enoch Withers, född 18 september 1821 nära Lynchburg, Virginia, död 21 september 1907 i Wytheville, Virginia, var en amerikansk demokratisk politiker, läkare, publicist, militär och diplomat. Han representerade delstaten Virginia i USA:s senat 1875-1881.
Withers studerade medicin vid University of Virginia och arbetade sedan som läkare. Han deltog i amerikanska inbördeskriget i Amerikas konfedererade staters armé och befordrades till överste. Efter kriget grundade han tidningen Lynchburg News i Lynchburg. Han var elektor för demokraterna i presidentvalet i USA 1872.
Withers var viceguvernör i Virginia 1874-1875. Han efterträdde 1875 John F. Lewis som senator för Virginia. Han kandiderade för omval efter sex år i senaten men besegrades av William Mahone som kandiderade för Readjuster Party.
Withers var USA:s konsul i Hongkong 1885-1889. Han avled 1907 och gravsattes på East End Cemetery i Wytheville.